# 8bf
8BF, noto anche come Photoshop plugin, è un formato di file utilizzato dai plugin impiegati in diversi programmi di elaborazione di grafica raster, nato inizialmente per l'uso con Adobe Photoshop (nella versione 2.5). Con il tempo altri programmi di grafica (es Paint Shop Pro, Paint.NET, GIMP, ecc.) e visualizzatori di file (es XnView, IrfanView, ecc.)  hanno iniziato a supportare questi plugin, seppur con una compatibilità totale non sempre garantita, anche a causa della mancanza in questi di funzionalità presenti invece nel programma di Adobe (come per esempio la gestione delle trasparenze o delle finestre di dialogo); in alcuni casi i plugin per funzionare necessitano della presenza di librerie installate con Photoshop.
L'eseguzione del plugin apre una sorta di mini editor nella finestra del programma, che permette di applicare degli effetti grafici all'immagine che si sta elaborando o di ottenere informazioni su questa.
A partire dal 2002 Adobe ha ristretto sia l'accesso che gli usi coperti dalla licenza delle nuove versioni del Photoshop Software development kit, il quale contiene le specifiche su come sviluppare plugin per il programma.
Oltre ai file 8bf, che vengono impiegati per gli effetti grafici, Photoshop usa anche altri formati con nome simile, come gli 8bi e 8be (rispettivamente per l'importazione e l'esportazione delle immagini in formati specifici non supportati nativamente) o l'8bs per le selezioni.